# Nissage Saget

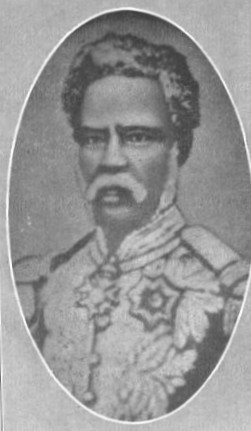
Nissage Saget

Jean Nicolas Nissage Saget (* 1810 in Port-au-Prince; † 7. April 1880 in Saint-Marc (Haiti)) war ein haitianischer Politiker und Präsident von Haiti.

## Biografie

### Militärische Laufbahn und Kommissarischer Präsident 1867
Saget war nach der Schulausbildung als Schneider tätig. Später trat er der Armee bei und absolvierte eine Laufbahn als Offizier, in deren Verlauf er zuletzt Kommandant der Armeeeinheiten in Léogâne. Während der Herrschaft von Präsident Faustin Soulouque (1847 bis 1859) verbrachte er zehn Jahre in Haft. Nach dem Sturz von Soulouque wurde er von dessen Nachfolger Fabre Geffrard befreit und erhielt seinen vorherigen Posten als Stadtkommandant von Léogâne zurück. Zeitweise war er als Senator bereits auch politisch tätig.
Nach dem Sturz von Geffrard durch einen Putsch von Sylvain Salnave am 13. März 1867 war er nach einer kurzfristigen Regierung des Rates der Staatssekretäre und eines Konsultativrates vom 20. März bis zum 2. Mai 1867 Vorsitzender einer provisorischen Regierung und damit kommissarischer Präsident von Haiti. Am 4. Mai 1867 übernahm Salnave schließlich selbst das Amt des Präsidenten, nachdem er zuvor neben Nissage Saget und Victorin Chevallier zwei Tage einer Provisorischen Regierung angehört hatte.
Nach der Spaltung Haitis war er vom 25. April 1868 bis Dezember 1869 provisorischer Präsident der Republik Nord-Haiti. Zugleich war er Kommandeur der Armeeeinheiten im Arrondissement Saint-Marc. Schon 1868 erhob sich die Partei der Cacos („Papageien“) unter ihn gegen die Partei der so genannten Lizards („Eidechsen“) Salnaves. Saget siegte nach zweijährigen Kämpfen, eroberte 1869 Port-au-Prince und ließ 1870 Salnave erschießen.

### Präsident 1870 bis 1874

#### Wahl zum Präsidenten und innenpolitische Ereignisse
Am 19. März 1870 wurde er von der Nationalversammlung in Port-au-Prince für vier Jahre zum Präsidenten der wieder geeinten Republik gewählt. Das offizielle Ende seiner Amtszeit war damit gemäß der Verfassung der 15. Mai 1874.
Die Krise der vergangenen Jahre war noch tief im Bewusstsein der haitianischen Bevölkerung. Präsident Saget war auf das Äußerste bemüht die Einhaltung der Werte der Verfassung von 1867 zu bewahren. Allerdings kam es bald zu umfassenden Maßnahmen und Bestrebungen der führenden Liberalen Partei. Dabei versuchten sie nach der Einführung eines parlamentarischen Systems die Exekutive der Legislative zu unterwerfen. Des Weiteren sollten nach deren Ansicht diejenigen Minister, die nicht die Sympathie der Mitglieder der Deputiertenkammer hatten, von ihren Ministerämtern zurücktreten. Aufgrund der unterschiedlichen Ansichten gab es daher bald Missverständnisse und Meinungsverschiedenheiten mit dem Präsidenten.
Andererseits kam es auch zu wichtigen Neuerungen wie dem Gesetz vom 24. August 1872, das den Zurückkauf des inflationären Papiergeldes vorsah. Stattdessen wurden nach der Aufnahme einer Anleihe bis 1883 die Silber- und Goldmünzen der USA als offizielle Währung ausgegeben.

#### Außenpolitische Krisen

##### Die Vineta-Affäre
Daneben führten unvorhersehbare Ereignisse zu außenpolitischen Schwierigkeiten. Während des Deutsch-Französischen Krieges von 1870 bis 1871 zeigte Haiti offene Sympathie für Frankreich. Deutschland beabsichtigte auch gegen diese Haltungen nach dem Ende des Krieges vorzugehen. Unter dem Vorwand der Forderung einer Entschädigung in Höhe von 3.000 Pfund Sterling für zwei deutsche Staatsangehörige ankerte die Gedeckte Korvette Vineta am 11. Juni 1872 unter dem Kommando von Kapitän zur See Karl Ferdinand Batsch im Hafen von Port-au-Prince, wo sie deutsche Wirtschaftsinteressen vertreten sollte. Anscheinend hatten deutsche Gläubiger Geld verliehen, aber die Rückzahlung geriet in Verzug. Die Vineta und die Gazelle besetzten daraufhin ohne Vorwarnung und dadurch widerstandslos zwei haitianische Kanonenboote in Port-au-Prince und erzwangen so die Zahlung. Diese Handlung führte zu einer lang anhaltenden landesweiten Empörung.

##### Spannungen mit Spanien wegen Kuba
Ein weiterer ernster Konflikt wurde durch Spanien erregt. Während des Kubanischen Unabhängigkeitskrieges gegen Spanien zeigte Haiti Sympathien für Kuba und bot Flüchtlingen aus Kuba Asyl.
Auf dem Höhepunkt des Krieges lief das unter der Flagge der Vereinigten Staaten stehende kleine Dampfschiff Hornet in Begleitung von zwei spanischen Kriegsschiffen im Januar 1871 den Hafen von Port-au-Prince an. Zu dieser Zeit hatte die United States Navy noch nicht die Stärke wie 1898 während des kubanischen Unabhängigkeitskrieges von 1898. Von spanischer Seite wurde behauptet, dass die Hornet ein Piratenschiff sei und militärische Schmuggelware für die kubanischen Rebellen geladen hätte. Spanien verlangte daher eindringlich die Übergabe des Dampfschiffes. Daraufhin kam es zur unverzüglichen Einwendung des US-amerikanischen Gesandten, der die Hornet als gutgläubiges („Bona fide“) amerikanisches Dampfschiff bezeichnete. Aus diesem Grund lehnte Haiti trotz der Anwesenheit der beiden spanischen Kriegsschiffe und der offenen Drohungen der spanischen Repräsentanten die Auslieferung dieses Schiffes an Spanien ab. Der Konsul Spaniens ging sogar soweit am 5. Oktober 1871 ein Ultimatum an die Adresse des haitianischen Außenministers zu richten, in dem die Auslieferung der Hornet innerhalb von 24 Stunden gefordert wurde. Diese Situation wurde für Haiti zunehmend bedrohlicher, insbesondere als die USA beschlossen, zur Entlastung Kubas von dieser Angelegenheit das Kriegsschiff Congress nach Port-au-Prince zu entsenden. Dieses sollte in einem Konvoi die Hornet nach Baltimore oder New York City eskortieren. Im Januar 1872 konnte die Hornet ohne weiteren Zwischenfall Port-au-Prince verlassen, was letztlich zum Ende des Konflikts mit Spanien führte.

##### Spannungen mit den USA
Zeitgleich kam es zu einer starken Annäherung der USA an die Dominikanische Republik. US-Präsident Ulysses S. Grant bemühte sich einen Vertrag über die Annexion der Dominikanischen Republik mit dessen Präsidenten Buenaventura Báez. Dieses führte aber zu massiven Protesten und bewaffneten Aufständen der dominikanischen Bevölkerung unter der Führung der Generale José María Cabral und Gregorio Luperón, die einen Verlust ihrer Unabhängigkeit befürchteten. Die USA versuchte die Verantwortlichkeit für diese Proteste jedoch Haiti anzulasten. Im Januar 1870 überreichte der damalige US-Gesandte in Port-au-Prince Bassett der haitianischen Regierung eine Protestnote, in der mitgeteilt wurde, dass sich die USA in Verhandlungen mit Präsident Báez befinden und Haiti gebeten wurde, sich aus dominikanischen Angelegenheiten herauszuhalten. Die haitianische Regierung versprach diese Verhandlungen zu achten. Dies stieß jedoch bei der US-Regierung auf Unglauben, so dass US-Außenminister Hamilton Fish in einem Schreiben vom 9. Februar 1871 seinem Gesandten Bassett:

„Mr. Fish To Mr. Bassett. Department of State. No. 58. Washington, February 9. 1871. Die von der haitianischen Regierung Ihnen gegenüber angebotenen Versicherungen sich völlig neutral bezüglich der Auseinandersetzungen der von den Generalen Báez und Cabral geführten dominikanischen Parteien zu verhalten, scheinen nicht völlig glaubhaft in ihren Aussagen zu sein. Es ist für eine beträchtliche Zeit in den Gedanken fest verwachsen, dass sowohl der spanische als auch der französische Teil von Hispaniola unter der alleinigen Herrschaft Haitis sei, dass es Politik von deren Regierung sei nicht nur die Unabhängigkeit des spanischen Teils der Insel abzulehnen, sondern auch jede Okkupation durch eine ausländische Macht zu verhindern. Daher ist es unmöglich Glauben in die Versicherungen der haitianischen Regierung zu setzen, denn das Behindern der dominikanischen Angelegenheiten ist zu offensichtlich. Der Protest der Haitianer im erneuten Versuch des Zurückgewinns der Vormachtstellung im spanischen Teil Hispaniolas ist in der öffentlichen Meinung zu frisch…“

Die heftige Opposition gegen den Annexionsvertrag, die in den Vereinigten Staaten vom einflussreichen Senator aus Massachusetts Charles Sumner geführt wurde, führte zur Entscheidung Präsident Grants eine Kommission nach Santo Domingo zu senden. Am 2. März 1871 traf die Kommission um Senator Benjamin Franklin Wade aus Ohio, Senator Timothy Otis Howe aus Wisconsin sowie dem Sekretär der Kommission, dem späteren Gesandten der USA in Haiti, Frederick Douglass auf dem Kriegsschiff USS Tennessee in Port-au-Prince ein. Am folgenden Tag wurde die Kommission von Präsident Saget empfangen und dieser Meinungsaustausch führte dazu die Missverständnisse auszuräumen, die die bisherigen guten diplomatischen Beziehungen zwischen den USA und Haiti belasteten.
Nach der Ablehnung des mit Präsident Báez unterzeichneten Annexionsvertrages durch den US-Senat begannen einige Haitianer mit der Sammlung von Unterschriften um US-Senator Sumner mit einer Goldmedaille zu würdigen. Infolge seines Amtes konnte Sumner diese jedoch nicht annehmen, so dass sie in der Bücherei des Staatshauses von Boston hinterlegt wurde. Zugleich wurde ein Porträt des Senators im Juli 1871 in der Deputiertenkammer Haitis aufgehängt und bei seinem Tod am 11. März 1874 durch Präsident Saget eine dreitägige Trauerbeflaggung angeordnet.
1872 führte jedoch das Einlaufen des Schraubendampfers USS Nantasket unter dem Kommando von Kapitän Carpenter in den Hafen von Cap-Haïtien zu Besorgnis unter deren Einwohnern. Am 19. April 1872 ging eine Delegation des Schiffes ohne Erklärung gegenüber den haitianischen Hafenbehörden an Land mit einer Haubitze auf einer Lafette. Eine Kompanie des 27. Regiment Haitis begann unmittelbar darauf eine Mission, um den Grund dieser Aktion zu erkunden, woraufhin die US-Amerikaner mit der Haubitze auf die USS Nantasket zurückkehrten. General Pierre Nord Alexis, der zu dieser Kommandeur der Armeeeinheiten im Nord war, verlangte kurz darauf vom US-Konsul in Cap-Haitien eine Erklärung. Die einzige Erklärung, die abgegeben wurde, war, dass die Zeit zwischen einer Landung und der Montage eines Artilleriegeschützes gemessen werden sollte. Gegenüber der haitianischen Regierung wurde Bedauern ausgedrückt, die zur Beendigung der Angelegenheit führte.
Trotz dieser kleineren Vorkommnisse mit ausländischen Mächten verlief die Amtszeit Sagets weitgehend friedlich.

#### Ende der Amtszeit
Gegen Ende seiner Regierungszeit befand er sich jedoch in einer misslichen Lage. Im April 1874 traten die Deputiertenkammer und der Senat zur Nationalversammlung zusammen, um einen Nachfolger für das Präsidentenamt zu wählen. Für das Amt gab es zwei Bewerber: General Michel Domingue, Kommandeur der Armeeeinheiten im Département Sud, den Saget unterstützte, und den Kandidaten der Liberalen Partei, Pierre Monplaisir Pierre. In der Legislative wurde die Fraktion der Partei von Domingue von dessen Neffen Septimus Rameau, einem Abgeordneten aus Les Cayes angeführt, während der Vorsitzende der Fraktion von Monplaisir Pierres Partei der Abgeordnete aus Port-au-Prince, Boyer Bazelais, war. In der Deputiertenkammer wurde die Gültigkeit der kommenden Präsidentschaftswahl von Bazelais zwar heftig bestritten. Bald darauf verließ er mit seiner Fraktion das Parlament, so dass dieses über kein notwendiges Quorum mehr verfügte.
Als das offizielle Ende seiner Amtszeit, der 15. Mai, immer näher rückte, versuchte die Liberale Partei Saget davon zu überzeugen bis zur Wahl eines Nachfolgers im Amt zu bleiben. Dieses lehnte er jedoch nachhaltig ab, so dass zunächst der Rat der Staatssekretäre am 13. Mai 1874 zunächst die Macht kommissarisch übernehmen musste. Amt Tage seines Rücktritts ernannte Saget jedoch General Domingue zum Oberkommandierenden der Armee.
Nissage Saget selbst zog sich nach seinem Rücktritt aus der Politik zurück und ließ sich bis zu seinem Tod in Saint-Marc nieder.